# Чуда Светог Димитрија
Чуда Светог Димитрија (лат. Miracula Sancti Demetrii) је збирка хомилија из 7. века, писана на грчком језику, која описује чуда Светог Димитрија, заштитника града Солуна. Представља прворазредни историјски извор за историју Солуна и Балкана уопште, посебно у погледу словенске инвазије крајем 6. и почетком 7. века, коју други савремени извори углавном занемарују.

## Текст
"Чуда Светог Димитрија" писана су у две књиге. Прва је састављена у периоду између 610. и 620. године од стране Јована, архиепископа Солуна, а друга је састављена 680. године. Прва књига набраја петнаест интервенција Светог Димитрија у Солуну од којих се већина догодила током епископата Јовановог претходника Еузебија. У тој књизи описано је избијање куге у Солуну и опсада Солуна од стране Словена и Авара. Ове епизоде солунске историје писане су у облику проповеди. 
Друга књига се разликује по стилу и ближа је стварним историјским догађајима. Непознати аутор је очевидац догађаја које описује или их је забележио на основу сведочења очевидаца или њихових писаних белешки. Он пише о словенској инвазији и насељавању Балкана, укључујући и низ опсада Солуна од стране Словена и Авара, који су кулминирали у великом нападу из 677. године када је Солун чак две године био под опсадом. Јован приказује Словене као варваре, док је непознати аутор друге књиге "Чуда" обавештенији о њиховим племенским поделама, наводећи називе неколико словенских племена која су се населила око Солуна. Назива их "нашим суседима". Због свог стила, друга књига била је мање популарна од прве код преписивача који су сачињавали своје преписе у наредним вековима. Друга књига преживела је у само једном рукопису. 
"Чуда" су посебно драгоцена као историјски извор. По писању медиевисте Димитрија Оболенског, ни један други извор не садржи толико прецизне информације из прве руке о војној организацији и топографији Солуна током једног од најдраматичнијих периода његове историје; о методама ратовања и техникама опсадних бродова који су се користили у балканским ратовима тог времена, као и о стратегији и тактици словенских племена која су, долазећи у узастопним таласима долинама великих река и преко планинских прелаза, тражили током 6. и 7. века станишта у топлијим крајевима егејског приморја.
Друга књига чува информације о другој цркви посвећеној Светом Димитрију, уништеној у пожару 629/634. године. Поједини преживели делови цркве, посебно мозаици, поново су коришћени када је црква обновљена. Неки научници верују да један од мозаика приказује архиепископа Јована, аутора прве књиге "Чуда". 
Критичко издање "Чуда Светог Димитрија" објавио је у два тома Паул Лемерле: Les plus anciens recueils des miracles de saint Démétrius et la pénétration des Slaves dans les Balkans, Париз 1979-1981, на 268 страна. Амерички писац Хари Туртлдав, студент византологије, објавио је 1997. године фантастични роман "Солун" (енг. Thessalonica), инспирисан "Чудима Светог Димитрија". Роман се заснива на претпоставци да су се сва описана чуда заиста догодила и да је Свети Димитрије заиста учествовао у опсади Солуна. 